# Bad World Tour
"Bad World Tour" là chuyến lưu diễn vòng quanh thế giới đầu tiên của ca sĩ người Mỹ Michael Jackson với tư cách là nghệ sĩ hát đơn, đi qua Nhật Bản, Úc, Hoa Kỳ và Châu Âu từ ngày 12 tháng 9 năm 1987 tới ngày 27 tháng 1 năm 1989. Chuyến lưu diễn được tài trợ bởi công ty Pepsi-Cola, bao gồm 123 buổi biểu diễn trong vòng 16 tháng với sự tham dự của 4,4 triệu khán giả. Khi tour lưu diễn kết thúc và thu về hơn 125 triệu đôla, nó đã được 2 lần ghi vào Sách Kỷ lục Guinness cho tour lưu diễn có quy mô lớn nhất lịch sử và có nhiều khán giả tham dự nhất. Chỉ tính riêng tại Mỹ, đã có đến 54 buổi biểu diễn, thu về 20,3 triệu đôla.
Vào tháng 4 năm 1989, chuyến lưu diễn đã được đề cử ở hạng mục "Tour diễn của năm 1988" tại lễ trao giải International Rock Award. Mặc dù giải thưởng đã thuộc về Amnesty International nhưng không ai có thể phủ nhận rằng chuyến lưu diễn vòng quanh thế giới đầu tiên của Michael là chuyến lưu diễn lớn nhất thế giới.
Ở mọi buổi biểu diễn, Jackson đã dành riêng 400 vé cho những trẻ em có hoàn cảnh khó khăn. Các vé này được chuyển đến các bệnh viện, trại mồ côi và quỹ từ thiện. Jackson còn dành tiền thu được từ các buổi biểu diễn để quyên góp cho các bệnh nhân mắc bệnh về thần kinh.

## Tổng quát

### Lượt thứ nhất
Ngày 29 tháng 6 năm 1987, quản lý của Michael là Frank DiLeo đã công bố kế hoạch về một tour diễn thế giới solo đầu tiên của nam ca sĩ. Sponsored by Pepsi, Kể từ sau thành công của album Bad, ra mắt ngày 31 tháng 8 năm 1987, đã tạo nên cơn sốt trên toàn cầu, đặc biệt là Nhật Bản, người ta đã đặt biệt danh cho Jackson là "Typhoon Michael" (Cơn bão Michael Jackson). Lúc này sức hút của Michael lan tỏa nhanh chóng và đã ngang bằng với Madonna và George Michael. Khi máy bay của Michael Jackson đáp xuống sân bay Narita tại Tokyo, đã có đến 600 nhà báo, phóng viên cùng hàng trăm ngàn người hâm mộ la hét điên cuồng bao phủ khắp đường bay khi Michael đến. Kể cả Bubbles, chú khỉ cưng của Michael, cũng đã có đến hơn 300 người đến chào hỏi. Để vận chuyển những dụng cụ sân khấu, Michael đã cho một máy bay riêng để vận chuyển cùng 132 nhân viên của chuyến lưu diễn.
Khi Michael đang ở Tokyo, ca sĩ pop người Úc Molly Meldrum cũng đã bay đến để phỏng vấn trong một giờ với Michael Jackson và Frank DiLeo, người sau đó đã trở thành nhà quản lý của Michael. Khi đang biểu diễn ở Osaka, Michael đã được Thị trưởng Yasushi Oshima trao tặng Chìa khóa đến thành phố. Kể từ sau buổi biểu diễn ở Osaka, Michael luôn luôn biểu diễn bài hát I Just Can't Stop Loving You để tưởng nhớ Yoshioka Hagiwara, một cậu bé 5 tuổi bị bắt cóc và đã bị ám sát. Michael còn dành tặng 12 ngàn Đôla cho gia đình của Hagiwara.
Sau 14 buổi biểu diễn ở Nhật Bản, tour diễn đã đến Úc với 5 buổi diễn tại Melbourne, Sydney và Brisbane. Cũng giống như ở Nhật Bản, người ta cũng đặt biệt danh cho Michael là "Crocodile Jackson". Khi không lưu diễn, Jackson đã dành thời gian để đến thăm những trẻ em nghèo khó tại ngoại ô thành phố Sydney.
Vì nhiều lý do khác nhau nên các buổi biểu diễn ở Wellington và Auckland tại New Zealand đã bị hoãn lại.

### Lượt thứ 2
Trước khi tour diễn bắt đầu, Michael đã được thiết kế một bộ trang phục mới. Lần này anh mặc một chiếc áo màu bạc cùng với quai đeo ở thắt lưng và đầu gối. Nhưng nhiều người vẫn nghĩ bộ trang phục mới của Michael hơi chật và trông rất buồn cười. Sau các buổi diễn ở Nhật Bản và Úc, anh tiếp tục biểu diễn buổi diễn đầu tiên ở Mỹ, tại Pensacola, Florida.
Vào ngày 3 tháng 3 năm 1988, Michael tổ chức một buổi biểu diễn riêng tại Madison Square Garden,New York. Tổng số tiền thu được từ buổi diễn này Michael sẽ dành tặng cho quỹ United Negro College Fund. Các vé của buổi diễn này sẽ không được mua ở phòng bán vé mà thay vào đó sẽ có một máy quay xổ số xem ai may mắn được nhận vé. Siedah Garrett, người đã song ca cùng Michael trong bài hát I Just Can't Stop Loving You và đồng sáng tác bài hát Man in the Mirror cũng có một sự góp mặt đặc biệt. Vì bị cảm cúm nên buổi biểu diễn ở St. Louis, Missouri đã bị hoãn lại. Tại mỗi buổi diễn ở Atlanta,Georgia, anh đều dành 100 vé cho quỹ Children's Wish cho những trẻ em bị bệnh hiểm nghèo.
Sau các buổi diễn ở Mỹ, Jackson tiếp tục chuyến lưu diễn tại châu Âu, mà mở đầu là buổi biểu diễn tại Roma, Ý vào ngày 23 tháng 5 năm 1988. Chỉ vài tiếng đồng hồ trước khi buổi diễn bắt đầu. Jackson đã bí mật đi ra cửa sau của khách sạn Lord Byron để thay đồ và xoắn tóc giả, cạo râu và đi bộ đến nơi biểu diễn cùng với bảo vệ của anh. Sau buổi diễn, anh đã được một chiếc taxi riêng chở về khách sạn. Khi đang ở Roma, anh đã dành tặng 100 ngàn Đôla cho bệnh viện Bambino Gesù. Buổi diễn tiếp theo sau Roma là ở Torino.
Tour diễn tại Basel, Thụy Sĩ, đã có sự tham dự đặc biệt của Elizabeth Taylor, Bob Dylan. Tại đây, anh cũng đã gặp Oona O'Neill, góa phụ của vua hài Charlie Chaplin, thần tượng của Michael. Khi biểu diễn ở châu Âu, anh cũng đã được mọi người đặt tên là "The Earl of Whirl" và "Peter Pan của nhạc Pop".
Những buổi diễn tại Vương Quốc Anh, mà đặt biệt là tại sân vân động Sân vận động Wembley, là được nhiều khán giả chờ đợi nhất, vì tour diễn Victory Tour tại Anh năm 1984 đã bị hoãn lại.
Anthony Davis, một nhân viên bảo vệ của buổi diễn, đã nói: "Tôi đã chờ giây phút này từ lâu lắm rồi". Tổng cộng 72 ngàn vé đã được bán hết. Buổi biểu diễn đầu tiên tại London vào ngày 14 tháng 7 năm 1988 đã có sự góp mặt của nhiều diễn viên nổi tiếng như Shirley Bassey, Jack Nicholson và Frank Bruno. Hai ngày sau thì lại có sự tham dự của Công nương Diana và Hoàng tử Charles.
Michael biểu diễn tại Leeds vào ngày 29 tháng 8 năm 1988, ngày sinh nhật lần thứ 30 của anh. Tất cả các khán giả đều hát bài "Happy Birthday to You" để chúc mừng sinh nhật anh.
Sau buổi diễn, anh đã dành tặng 130 ngàn Đôla cho quỹ từ thiện Give For Life. Buổi diễn cuối cùng của Michael ở Anh là tại Liverpool, nơi sản sinh ra nhóm nhạc huyền thoại The Beatles. Show diễn được tổ chức tại Aintree Racecourse với hơn 125 ngàn khán giả tham dự, là buổi biểu diễn có nhiều khán giả tham dự nhất của chuyến lưu diễn Bad World Tour.
Sau 41 buổi diễn ở châu Âu, Jackson quay trở lại Mỹ để biểu diễn lần thứ hai, anh biểu diễn thêm tại 7 thành phố nữa. Jackson dự định sẽ kết thúc chuyến lưu diễn vào ngày 26 tháng 12 năm 1988, nhưng vì bị sưng cổ họng nên anh phải hoãn 6 buổi biểu diễn tại Los Angeles, California vào tháng 11, nhưng anh đã biểu diễn lại 5 buổi diễn vào tháng 1 năm 1989. Tổng cộng đã có 23 buổi diễn tại Nhật Bản với lượng khán giả tham dự lên đến 570 ngàn người. 5 buổi diễn cuối cùng của anh là ở sân Memorial Sports Arena tại Los Angeles, khi kết thúc chuyến lưu diễn vào ngày 27 tháng 1 năm 1989, anh đã dành tiền thu được từ buổi biểu diễn cuối cùng để dành tặng cho tổ chức Childhelp.

## Các ca khúc trình diễn
Lượt thứ nhất
| 1. "Wanna Be Startin' Somethin'" 2. "Things I Do for You" 3. "Off the Wall" 4. "Human Nature" 5. "This Place Hotel" 6. "She's out of My Life" 7. Jackson 5 Medley - "I Want You Back" - "The Love You Save" - "I'll Be There" 8. "Rock with you" 9. "Lovely One" 10. "Bad Groove" Interlude 11. "Workin' Day and Night" 12. "Beat It" 13. "Billie Jean" 14. "Shake Your Body (Down to the Ground)" 15. "Thriller" 16. "I Just Can't Stop Loving You" (Hát chung với Sheryl Crow) 17. "Bad" | Lượt thứ hai 1. "Wanna Be Startin' Somethin'" 2. "This Place Hotel" 3. "Another Part of Me" 4. "I Just Can't Stop Loving You" (Hát chung với Sheryl Crow) 5. "She's out of My Life" 6. Jackson 5 Medley - "I Want You Back" - "The Love You Save" - "I'll Be There" 7. "Rock with You" 8. "Human Nature" 9. "Smooth Criminal" 10. "Dirty Diana" 11. "Thriller" 12. "Bad Groove" Interlude 13. "Workin' Day and Night" 14. "Beat It" 15. "Billie Jean" 16. "Bad" 17. "The Way You Make Me Feel" (Hát lại) 18. "Man in the Mirror" (Hát lại) |

## Các buổi biểu diễn
| Thứ tự         | Ngày                 | Thành phố          | Quốc gia    | Địa điểm biểu diễn                                  | Khán giả |
| -------------- | -------------------- | ------------------ | ----------- | --------------------------------------------------- | -------- |
| Lượt thứ nhất  |                      |                    |             |                                                     |          |
| Nhật Bản       |                      |                    |             |                                                     |          |
| 1              | 12 tháng 9 năm 1987  | Tokyo              | Nhật Bản    | Korakuen Stadium                                    | 45.000   |
| 2              | 13 tháng 9 năm 1987  | Tokyo              | Nhật Bản    | Korakuen Stadium                                    | 45.000   |
| 3              | 14 tháng 9 năm 1987  | Tokyo              | Nhật Bản    | Korakuen Stadium                                    | 45.000   |
| 4              | 19 tháng 9 năm 1987  | Osaka              | Nhật Bản    | Hankyu Nishinomiya Stadium                          | 48.000   |
| 5              | 20 tháng 9 năm 1987  | Osaka              | Nhật Bản    | Hankyu Nishinomiya Stadium                          | 48.000   |
| 6              | 21 tháng 9 năm 1987  | Osaka              | Nhật Bản    | Hankyu Nishinomiya Stadium                          | 48.000   |
| 7              | 25 tháng 9 năm 1987  | Yokohama           | Nhật Bản    | Yokohama Stadium                                    | 38.000   |
| 8              | 26 tháng 9 năm 1987  | Yokohama           | Nhật Bản    | Yokohama Stadium                                    | 38.000   |
| 9              | 27 tháng 9 năm 1987  | Yokohama           | Nhật Bản    | Yokohama Stadium                                    | 38.000   |
| 10             | 3 tháng 10 năm 1987  | Yokohama           | Nhật Bản    | Yokohama Stadium                                    | 38.000   |
| 11             | 4 tháng 10 năm 1987  | Yokohama           | Nhật Bản    | Yokohama Stadium                                    | 38.000   |
| 12             | 10 tháng 10 năm 1987 | Osaka              | Nhật Bản    | Osaka Stadium                                       | 32.000   |
| 13             | 11 tháng 10 năm 1987 | Osaka              | Nhật Bản    | Osaka Stadium                                       | 32.000   |
| 14             | 12 tháng 10 năm 1987 | Osaka              | Nhật Bản    | Osaka Stadium                                       | 32.000   |
| Châu Úc        |                      |                    |             |                                                     |          |
| 15             | 13 tháng 11 năm 1987 | Melbourne          | Úc          | Olympic Park Stadium                                | 45.000   |
| 16             | 20 tháng 11 năm 1987 | Sydney             | Úc          | Parramatta Stadium                                  | 45.000   |
| 17             | 21 tháng 11 năm 1987 | Sydney             | Úc          | Parramatta Stadium                                  | 45.000   |
| 18             | 25 tháng 11 năm 1987 | Brisbane           | Úc          | Entertainment Centre                                | 13.500   |
| 19             | 28 tháng 11 năm 1987 | Brisbane           | Úc          | Entertainment Centre                                | 13.500   |
| Lượt thứ hai   |                      |                    |             |                                                     |          |
| Bắc Mỹ         |                      |                    |             |                                                     |          |
| 20             | 23 tháng 2 năm 1988  | Kansas City        | Hoa Kỳ      | Kemper Arena                                        | 16.960   |
| 21             | 24 tháng 2 năm 1988  | Kansas City        | Hoa Kỳ      | Kemper Arena                                        | 16.960   |
| 22             | 3 tháng 3 năm 1988   | Thành phố New York | Hoa Kỳ      | Madison Square Garden                               | 19.000   |
| 23             | 4 tháng 3 năm 1988   | Thành phố New York | Hoa Kỳ      | Madison Square Garden                               | 19.000   |
| 24             | 5 tháng 3 năm 1988   | Thành phố New York | Hoa Kỳ      | Madison Square Garden                               | 19.000   |
| 25             | 12 tháng 3 năm 1988  | St. Louis          | Hoa Kỳ      | St. Louis Arena                                     | 18.000   |
| 26             | 13 tháng 3 năm 1988  | St. Louis          | Hoa Kỳ      | St. Louis Arena                                     | 18.000   |
| 27             | 18 tháng 3 năm 1988  | Indianapolis       | Hoa Kỳ      | Market Square Arena                                 | 17.000   |
| 28             | 19 tháng 3 năm 1988  | Indianapolis       | Hoa Kỳ      | Market Square Arena                                 | 17.000   |
| 29             | 20 tháng 3 năm 1988  | Louisville         | Hoa Kỳ      | Freedom Hall                                        | 19.000   |
| 30             | 23 tháng 3 năm 1988  | Denver             | Hoa Kỳ      | McNichols Sports Arena                              | 20.125   |
| 31             | 24 tháng 3 năm 1988  | Denver             | Hoa Kỳ      | McNichols Sports Arena                              | 20.125   |
| 32             | 30 tháng 3 năm 1988  | Hartford           | Hoa Kỳ      | Hartford Civic Center                               | 15.060   |
| 33             | 31 tháng 3 năm 1988  | Hartford           | Hoa Kỳ      | Hartford Civic Center                               | 15.060   |
| 34             | 1 tháng 4 năm 1988   | Hartford           | Hoa Kỳ      | Hartford Civic Center                               | 15.060   |
| 35             | 8 tháng 4 năm 1988   | Houston            | Hoa Kỳ      | The Summit                                          | 17.000   |
| 36             | 9 tháng 4 năm 1988   | Houston            | Hoa Kỳ      | The Summit                                          | 17.000   |
| 37             | 10 tháng 4 năm 1988  | Houston            | Hoa Kỳ      | The Summit                                          | 17.000   |
| 38             | 13 tháng 4 năm 1988  | Atlanta            | Hoa Kỳ      | The Omni                                            | 17.000   |
| 39             | 14 tháng 4 năm 1988  | Atlanta            | Hoa Kỳ      | The Omni                                            | 17.000   |
| 40             | 15 tháng 4 năm 1988  | Atlanta            | Hoa Kỳ      | The Omni                                            | 17.000   |
| 41             | 19 tháng 4 năm 1988  | Chicago            | Hoa Kỳ      | Rosemont Horizon                                    | 20.000   |
| 42             | 20 tháng 4 năm 1988  | Chicago            | Hoa Kỳ      | Rosemont Horizon                                    | 20.000   |
| 43             | 21 tháng 4 năm 1988  | Chicago            | Hoa Kỳ      | Rosemont Horizon                                    | 20.000   |
| 44             | 25 tháng 4 năm 1988  | Dallas             | Hoa Kỳ      | Reunion Arena                                       | 19.000   |
| 45             | 26 tháng 4 năm 1988  | Dallas             | Hoa Kỳ      | Reunion Arena                                       | 19.000   |
| 46             | 27 tháng 4 năm 1988  | Dallas             | Hoa Kỳ      | Reunion Arena                                       | 19.000   |
| 47             | 4 tháng 5 năm 1988   | Minneapolis        | Hoa Kỳ      | Met Center                                          | 16.890   |
| 48             | 5 tháng 5 năm 1988   | Minneapolis        | Hoa Kỳ      | Met Center                                          | 16.890   |
| 49             | 6 tháng 5 năm 1988   | Minneapolis        | Hoa Kỳ      | Met Center                                          | 16.890   |
| Châu Âu        |                      |                    |             |                                                     |          |
| 50             | 23 tháng 5 năm 1988  | Roma               | Ý           | Flaminio Stadium                                    | 35.000   |
| 51             | 24 tháng 5 năm 1988  | Roma               | Ý           | Flaminio Stadium                                    | 35.000   |
| 52             | 29 tháng 5 năm 1988  | Torino             | Ý           | Sân vận động Thành phố Torino                       | 53.600   |
| 53             | 2 tháng 6 năm 1988   | Viên               | Áo          | Sân vận động Prater                                 | 55.000   |
| 54             | 5 tháng 6 năm 1988   | Rotterdam          | Hà Lan      | Sân vận động Feijenoord                             | 48.400   |
| 55             | 6 tháng 6 năm 1988   | Rotterdam          | Hà Lan      | Sân vận động Feijenoord                             | 48.400   |
| 56             | 7 tháng 6 năm 1988   | Rotterdam          | Hà Lan      | Sân vận động Feijenoord                             | 48.400   |
| 57             | 11 tháng 6 năm 1988  | Göteborg           | Thụy Điển   | Eriksburg Shipyard                                  | 53.000   |
| 58             | 12 tháng 6 năm 1988  | Göteborg           | Thụy Điển   | Eriksburg Shipyard                                  | 53.000   |
| 59             | 16 tháng 6 năm 1988  | Basel              | Thụy Sĩ     | St. Jakob Stadium                                   | 50.000   |
| 60             | 19 tháng 6 năm 1988  | Berlin             | Đức         | Platz der Republik (Reichstag Building/Berlin Wall) | 50.000   |
| 61             | 27 tháng 6 năm 1988  | Paris              | Pháp        | Sân vận động Công viên các Hoàng tử                 | 64.000   |
| 62             | 28 tháng 6 năm 1988  | Paris              | Pháp        | Sân vận động Công viên các Hoàng tử                 | 64.000   |
| 63             | 1 tháng 7 năm 1988   | Hamburg            | Đức         | Volksparkstadion                                    | 50.000   |
| 64             | 3 tháng 7 năm 1988   | Köln               | Đức         | Sân vận động Müngersdorfer                          | 70.000   |
| 65             | 8 tháng 7 năm 1988   | München            | Đức         | Sân vận động Olympic                                | 72.000   |
| 66             | 10 tháng 7 năm 1988  | Hockenheim         | Đức         | Hockenheimring                                      | 80.000   |
| 67             | 14 tháng 7 năm 1988  | Luân Đôn           | Anh         | Sân vận động Wembley                                | 72.000   |
| 68             | 15 tháng 7 năm 1988  | Luân Đôn           | Anh         | Sân vận động Wembley                                | 72.000   |
| 69             | 16 tháng 7 năm 1988  | Luân Đôn           | Anh         | Sân vận động Wembley                                | 72.000   |
| 70             | 22 tháng 7 năm 1988  | Luân Đôn           | Anh         | Sân vận động Wembley                                | 72.000   |
| 71             | 23 tháng 7 năm 1988  | Luân Đôn           | Anh         | Sân vận động Wembley                                | 72.000   |
| 72             | 26 tháng 7 năm 1988  | Cardiff            | Wales       | Cardiff Arms Park                                   | 55.000   |
| 73             | 30 tháng 7 năm 1988  | Cork               | Ireland     | Páirc Uí Chaoimh                                    | 60.000   |
| 74             | 31 tháng 7 năm 1988  | Cork               | Ireland     | Páirc Uí Chaoimh                                    | 60.000   |
| 75             | 5 tháng 8 năm 1988   | Marbella           | Tây Ban Nha | Municipal Stadium                                   | 28.000   |
| 76             | 7 tháng 8 năm 1988   | Madrid             | Tây Ban Nha | Sân vận động Vicente Calderón                       | 60.000   |
| 77             | 9 tháng 8 năm 1988   | Barcelona          | Tây Ban Nha | Camp Nou                                            | 90.000   |
| 78             | 11 tháng 8 năm 1988  | Nice               | Pháp        | Stade Charles Ehrmann                               | 50 000   |
| 79             | 14 tháng 8 năm 1988  | Montpellier        | Pháp        | Stade Richter                                       | ?        |
| 80             | 19 tháng 8 năm 1988  | Lausanne           | Thụy Sĩ     | La Pontaise                                         | 45.000   |
| 81             | 21 tháng 8 năm 1988  | Würzburg           | Đức         | Talavera Wiesen                                     | 43.000   |
| 82             | 23 tháng 8 năm 1988  | Werchter           | Bỉ          | Festival Grounds                                    | 55.000   |
| 83             | 26 tháng 8 năm 1988  | Luân Đôn           | Anh         | Sân vận động Wembley                                | 72.000   |
| 84             | 27 tháng 8 năm 1988  | Luân Đôn           | Anh         | Sân vận động Wembley                                | 72.000   |
| 85             | 29 tháng 8 năm 1988  | Leeds              | Anh         | Roundhay Park                                       | 90.000   |
| 86             | 2 tháng 9 năm 1988   | Hannover           | Đức         | Niedersachsenstadion                                | 40.000   |
| 87             | 4 tháng 9 năm 1988   | Gelsenkirchen      | Đức         | Park Stadium                                        | 52.000   |
| 88             | 6 tháng 9 năm 1988   | Linz               | Áo          | Linzer Stadium                                      | 40.000   |
| 89             | 10 tháng 9 năm 1988  | Milton Keynes      | Anh         | The Bowl                                            | 60.000   |
| 90             | 11 tháng 9 năm 1988  | Liverpool          | Anh         | Aintree Racecourse                                  | 125.000  |
| Bắc Mỹ lần 2   |                      |                    |             |                                                     |          |
| 91             | 26 tháng 9 năm 1988  | Pittsburgh         | Hoa Kỳ      | Civic Arena                                         | 16.230   |
| 92             | 27 tháng 9 năm 1988  | Pittsburgh         | Hoa Kỳ      | Civic Arena                                         | 16.230   |
| 93             | 28 tháng 9 năm 1988  | Pittsburgh         | Hoa Kỳ      | Civic Arena                                         | 16.230   |
| 94             | 3 tháng 10 năm 1988  | East Rutherford    | Hoa Kỳ      | Meadowlands Arena                                   | 20.350   |
| 95             | 4 tháng 10 năm 1988  | East Rutherford    | Hoa Kỳ      | Meadowlands Arena                                   | 20.350   |
| 96             | 6 tháng 10 năm 1988  | East Rutherford    | Hoa Kỳ      | Meadowlands Arena                                   | 20.350   |
| 97             | 10 tháng 10 năm 1988 | Cleveland          | Hoa Kỳ      | Richfield Coliseum                                  | 19.000   |
| 98             | 11 tháng 10 năm 1988 | Cleveland          | Hoa Kỳ      | Richfield Coliseum                                  | 19.000   |
| 99             | 13 tháng 10 năm 1988 | Washington DC      | Hoa Kỳ      | Capital Centre                                      | 17.470   |
| 100            | 17 tháng 10 năm 1988 | Washington DC      | Hoa Kỳ      | Capital Centre                                      | 17.470   |
| 101            | 18 tháng 10 năm 1988 | Washington DC      | Hoa Kỳ      | Capital Centre                                      | 17.470   |
| 102            | 19 tháng 10 năm 1988 | Washington DC      | Hoa Kỳ      | Capital Centre                                      | 17.470   |
| 103            | 24 tháng 10 năm 1988 | Detroit            | Hoa Kỳ      | The Palace of Auburn Hills                          | 16.670   |
| 104            | 25 tháng 10 năm 1988 | Detroit            | Hoa Kỳ      | The Palace of Auburn Hills                          | 16.670   |
| 105            | 26 tháng 10 năm 1988 | Detroit            | Hoa Kỳ      | The Palace of Auburn Hills                          | 16.670   |
| 106            | 7 tháng 11 năm 1988  | Irvine             | Hoa Kỳ      | Irvine Meadows Amphitheater                         | 15.000   |
| 107            | 8 tháng 11 năm 1988  | Irvine             | Hoa Kỳ      | Irvine Meadows Amphitheater                         | 15.000   |
| 108            | 9 tháng 11 năm 1988  | Irvine             | Hoa Kỳ      | Irvine Meadows Amphitheater                         | 15.000   |
| 109            | 13 tháng 11 năm 1988 | Los Angeles        | Hoa Kỳ      | Memorial Sports Arena                               | 18.000   |
| Nhật Bản lần 2 |                      |                    |             |                                                     |          |
| 110            | 9 tháng 12 năm 1988  | Tokyo              | Nhật Bản    | Tokyo Dome                                          | 45.000   |
| 111            | 10 tháng 12 năm 1988 | Tokyo              | Nhật Bản    | Tokyo Dome                                          | 45.000   |
| 112            | 11 tháng 12 năm 1988 | Tokyo              | Nhật Bản    | Tokyo Dome                                          | 45.000   |
| 113            | 17 tháng 12 năm 1988 | Tokyo              | Nhật Bản    | Tokyo Dome                                          | 45.000   |
| 114            | 18 tháng 12 năm 1988 | Tokyo              | Nhật Bản    | Tokyo Dome                                          | 45.000   |
| 115            | 19 tháng 12 năm 1988 | Tokyo              | Nhật Bản    | Tokyo Dome                                          | 45.000   |
| 116            | 24 tháng 12 năm 1988 | Tokyo              | Nhật Bản    | Tokyo Dome                                          | 45.000   |
| 117            | 25 tháng 12 năm 1988 | Tokyo              | Nhật Bản    | Tokyo Dome                                          | 45.000   |
| 118            | 26 tháng 12 năm 1988 | Tokyo              | Nhật Bản    | Tokyo Dome                                          | 45.000   |
| Bắc Mỹ lần 3   |                      |                    |             |                                                     |          |
| 119            | 16 tháng 1 năm 1989  | Los Angeles        | Mỹ          | Memorial Sports Arena                               | 18.000   |
| 120            | 17 tháng 1 năm 1989  | Los Angeles        | Mỹ          | Memorial Sports Arena                               | 18.000   |
| 121            | 18 tháng 1 năm 1989  | Los Angeles        | Mỹ          | Memorial Sports Arena                               | 18.000   |
| 122            | 26 tháng 1 năm 1989  | Los Angeles        | Mỹ          | Memorial Sports Arena                               | 18.000   |
| 123            | 27 tháng 1 năm 1989  | Los Angeles        | Mỹ          | Memorial Sports Arena                               | 18.000   |